# Tapsimni állomás
Tapsimni (Dapsimni) állomás metróállomás a szöuli metró 5-ös vonalán, Szongdong-ku (Seongdong-gu) kerületben.

## Viszonylatok
| 5-ös vonal                               | 5-ös vonal | 5-ös vonal                                                                            |
| ---------------------------------------- | ---------- | ------------------------------------------------------------------------------------- |
| Madzsang (Majang) Panghva (Banghwa) felé | fő vonal   | Csanghanphjong (Janghanpyeong) Szangil-tong (Sangil-dong) vagy Macshon (Macheon) felé |